# Wolcottville
La ville américaine de Wolcottville est située dans les comtés de LaGrange et Noble, dans l’État de l’Indiana. Sa population s’élevait à 998 habitants lors du recensement de 2010.

## Démographie
| Groupe            | Wolcottville | Indiana | États-Unis |
| ----------------- | ------------ | ------- | ---------- |
| Blancs            | 96,0         | 84,3    | 72,4       |
| Autres            | 1,5          | 2,7     | 6,4        |
| Asiatiques        | 0,8          | 1,6     | 4,8        |
| Amérindiens       | 0,7          | 0,3     | 0,9        |
| Métis             | 0,5          | 2,0     | 2,9        |
| Afro-Américains   | 0,5          | 9,1     | 12,6       |
| Total             | 100          | 100     | 100        |
|                   |              |         |            |
| Latino-Américains | 1,8          | 6,0     | 16,7       |

Selon l'American Community Survey, pour la période 2011-2015, 98,17 % de la population âgée de plus de 5 ans déclare parler anglais à la maison, alors que 0,97 % déclare parler l'espagnol et 0,86 % une autre langue.

## Personnalité liée à la ville
Ken Kercheval est né à Wolcottville en 1935.

## Source
- (en) Cet article est partiellement ou en totalité issu de l’article de Wikipédia en anglais intitulé « Wolcottville, Indiana » (voir la liste des auteurs).

1. ↑  (en) « Wolcottville, IN Population - Census 2010 and 2000 », sur censusviewer.com.
2. ↑  (en) « Population of Indiana - Census 2010 and 2000 », sur censusviewer.com.
3. ↑  (en) « Language spoken at home by ability to speak English for the population 5 years and over », sur factfinder.census.gov.